# Стеткевич Йосип
Йосип Стеткевич (12 січня 1876, Велика Плотича  нині Плотича Тернопільського району— 28 січня 1942, Нью-Йорк) — український громадський діяч у США, педагог, журналіст, редактор, музикант, диригент-аматор.

## Життєпис
Народився 12 січня 1876 року в селі Велика Плотича Бережанського повіту (Галичина) нині  Тернопільського району. Після закінченні учительської семінарії в м. Тернопіль працював директором школи у с. Струсів (нині  Тернопільського району). У 1904 році емігрував до США. Спочатку працював дяком-учителем у м. Шамокін, потім проживав у м. Оліфант. Від 1906 року — член ревізійної комісії Українського народного союзу (УНС). Від 1908 року — член комітету з опрацювання «Букваря» і «Читанки», що мали видруковуватись у Галичині; від 1909 року — член «П'ятичленного комітету» для конкурсу читанок, від того ж року — член, згодом почесний член «Просвіти». Співзасновник Американсько-Руської народної ради (1914), секретар 25-го відділу УНС у Джерсі-Сіті, в цьому місті від 1920 — учитель у парафіяльній школі; після утворення Об'єднаної української організації в Америці 1922 — член, заступник голови шкільної комісії під назвою «Управа „Рідної Школи“ в Америці». У 1935—1937 роках вів курси української мови на факультеті східноєвропейських мов Колумбійського університету.
Диригент хорів у Шамокіні та Оліфанті, від 1913 — керівник товариства «Український хор» і співочо-драматичного гуртка в Джерсі-Сіті та хору «Боян» у Нью-Йорку. 1910—1911, 1912—1919 — редактор газети «Свобода» (США). Упорядник «Календаря УНС» на 1914; причетний до видання «Пропам'ятної книги УНС» (1936): її коректор, автор статей.
Помер у Нью-Йорку 28 січня 1942 року.

## Сім'я
Дружина — Броніслава, діти — дочки: Віра і Надія, сини: Осип-Данило і Роман.